# Złote przeboje (album Violetty Villas 1996)
Złote przeboje − składanka przebojów Violetty Villas wydana w 1996 roku.

## Spis utworów
1. Całuj gorąco
2. Mechaniczna lalka
3. Do Ciebie mamo
4. Zegar z kukułką
5. Dzikuska
6. Jesteś mi potrzebny
7. Meksykańska corrida
8. Jak nazwać miłość
9. Błękitna tarantella
10. Ja jestem Violetta
11. Spójrz prosto w oczy
12. Szczęscia nie szukaj daleko
13. Wszędzie gdzie ty
14. Mazurskie wspomnienia
15. Czterdzieści kasztanów
16. Tiritomba
17. Szesnaście lat
18. Zabierz mnie z barcelony
19. Uważaj